# Mercado do Peixe (Cuiabá)
O Mercado do Peixe foi um edifício comercial de Cuiabá, Mato Grosso. Foi construído em 1899 onde se encontrava o principal ponto de venda dos pescados do rio Cuiabá. Ao passar das décadas, foi perdendo espaço para a concorrência local, caindo em abandono. Em 1999, entretanto, foi restaurado tornando-se o Museu do Rio Cuiabá, funcionando como espaço para práticas culturais, shows, oficinas e cursos, exposições diversas e o carnaval cuiabano, que acontece nas imediações. Atualmente administrado pela Secretaria Municipal de Cultura, o Museu do Rio Cuiabá tem como objetivo preservar a cultura local. Foi tombado como Patrimônio em 13 de junho de 1986.